# بورت وينغ (ويسكونسن)
بورت وينغ (بالإنجليزية: Port Wing (town), Wisconsin)‏ هي بلدة تقع بولاية ويسكونسن في الولايات المتحدة. تبلغ مساحتها 120.9 (كم²)، وترتفع عن سطح البحر 249 م، بلغ عدد سكانها 420 نسمة في عام 2000 حسب إحصاء مكتب تعداد الولايات المتحدة وتصل الكثافة السكانية فيها 3.5 نسمة/كم2.

## وصلات خارجية
- The US50 - Cities and Towns in Wisconsin State
- Wisconsin Cities and Towns, Facts, Map, Flag, Colleges, Government, and More